# Степанюк Руслан Леонтійович
Степанюк Руслан Леонтійович (8 листопада 1977, с. Побєдне, Джанкойський район, АР Крим) — український вчений, юрист. Доктор юридичних наук (2013), професор (2015).

## Життєпис
Степанюк Руслан Леонтійович народився 8 листопада 1977 у с. Побєдне Джанкойського району АР Крим. У 1984 розпочав навчання у Побєдненській середній школі,  у 1994 її закінчив. У тому ж році вступив до Харківського інституту внутрішніх справ (зараз Харківський національний університет внутрішніх справ) на слідчо-криміналістичний факультет, у 1998 закінчив повний курс згаданого вишу за спеціальністю «правознавство» та здобув кваліфікацію «юрист». 
З жовтня 1998 р. до листопада 2001 р. навчався в ад’юнктурі Національного університету внутрішніх справ. Після закінчення ад'юнктури працював викладачем, старшим викладачем, доцентом, заступником начальника, начальником кафедри криміналістики, судової медицини та психіатрії  Харківського національного університету внутрішніх справ, заступником начальника районного відділу поліції. З вересня 2017 року працює професором кафедри криміналістики та судової експертології факультету № 1 Харківського національного університету внутрішніх справ. 
У 2004 р. захистив дисертацію на здобуття наукового ступеня кандидата юридичних наук за темою «Методика розслідування злочинів, пов’язаних з порушеннями бюджетного законодавства» (спеціальність 12.00.09 – кримінальний процес та криміналістика; судова експертиза), у 2013 р. – дисертацію на здобуття наукового ступеня доктора юридичних наук за темою «Теоретичні засади методики розслідування злочинів, вчинених у бюджетній сфері України» (спеціальність 12.00.09 – кримінальний процес; криміналістика та судова експертиза; оперативно-розшукова діяльність).
У 2008 р. присвоєно вчене звання доцента кафедри криміналістики, судової медицини та психіатрії, у 2015 р. – професора кафедри криміналістики, судової медицини та психіатрії.
Під науковим керівництвом Р.Л. Степанюка захищено 4 кандидатських дисертації.

## Творчість
Є автором та співавтором 114 наукових та навчально-методичних праць, яких 4 монографії, 1 підручник, 6 посібників, 97 наукових статей, тез доповідей на конференціях та 6 навчально-методичних видань. Монографії – «Криміналістичне забезпечення розслідування злочинів, вчинених у бюджетній сфері України» (2012), «Протидія економічній злочинності» (у співавторстві, 2004); «Методика розслідування злочинних порушень бюджетного законодавства» (у співавторстві, 2004); «Взаємодія при розслідуванні економічних злочинів» (у співавторстві, 2009); підручник – «Криміналістика» (2011, у співавторстві); навчальні посібники – «Самовільне зайняття земельної ділянки та самовільне будівництво: відповідальність і особливості розслідування» (у співавторстві, 2009), «Організація розслідування окремих видів злочинів» (у співавторстві, 2011), «Криміналістика» (у співавторстві, 2014) тощо.

## Нагороди
Грамота Верховної Ради України, Почесна грамота Харківської обласної державної адміністрації